# Tylko dla twoich oczu (zbiór opowiadań)
Tylko dla twoich oczu (ang. For your eyes only) – zbiór opowiadań Iana Fleminga z 1960 roku o przygodach Jamesa Bonda.

## Zawartość zbioru
- W perspektywie mordu (From A View To A Kill)
- Ściśle tajne (For Your Eyes Only)
- Wskaźnik ukojenia (Quantum of Solace)
- Ryzyko (Risico)
- Specjał Hildebranda (The Hildebrand Rarity)

Tytuły polskie za pierwszym polskim wydaniem całego tomu (Tylko dla Twoich oczu, Przedsiębiorstwo Wydawnicze Rzeczpospolita SA, 2008). Opowiadanie Ściśle tajne ukazało się wcześniej po polsku pod tytułami: Tylko dla Twoich oczu i Tylko dla Twojej wiadomości

## Wydania polskie
- Ryzyko - 1990, wyd. InterArt, przekł. Jarosław Kotarski - pojedyncze opowiadanie
- Tylko dla twoich oczu - 1990, wyd. InterArt, przekł. Jarosław Kotarski - pojedyncze opowiadanie
- Tylko dla twojej wiadomości - 1990, wyd. Epoka, przekł. Maria Kwiecieńska-Decker - pojedyncze opowiadanie, zawarte w magazynie Pościg: mistrzowie kryminału
- Tylko dla twoich oczu - 2008, wyd. PW Rzeczpospolita, przekł. Robert Stiller